# ترشکا گورتسا
ترشکا گورتسا (اسلوونیایی: Trška Gorca) یک زیستگاه انسانی در اسلوونی است که در Šentjur Municipality واقع شده‌است.

## خصوصیات
ترشکا گورتسا ۰٫۴۸ کیلومترمربع مساحت و ۴۵ نفر جمعیت دارد و ۳۴۳٫۷ متر بالاتر از سطح دریا واقع شده‌است.